# Légion d'honneur (Philippines)
Pour les articles homonymes, voir Légion d'honneur (homonymie).

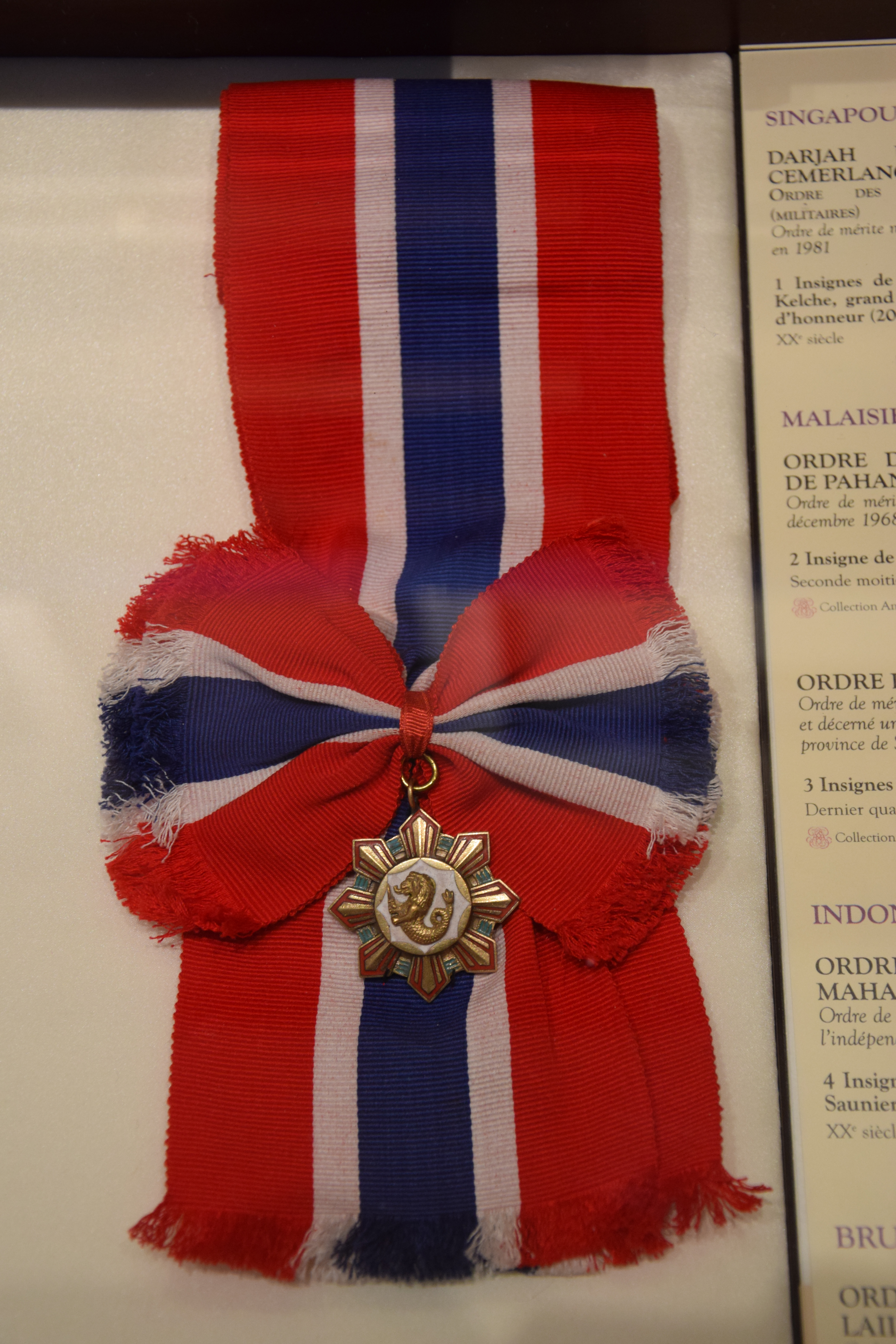
Légion d'honneur

L’ordre national de la Légion d'honneur des Philippines fut établi par le président Manuel Roxas dans la circulaire militaire no 60 datant du 3 juillet 1947. Elle peut récompenser aussi bien les civils que les militaires, et les Philippins que les étrangers.

## Hiérarchie
Au début, elle n'était composée que de quatre classes fondées sur le modèle de la Legion of Merit américaine. On distinguait alors :
1. Les commandeurs en chef (classe la plus élevée) ;
2. Les commandeurs ;
3. Les officiers ;
4. Les légionnaires.

Mais depuis la réforme des institutions des décorations en 2003, les quatre classes sont devenues six grades (les grades intermédiaires de grand-croix et grand officier ont été créés) :
1. Commandeur en chef (Punong Komandante) ;
2. Grand-croix (Marangal na Komandante) ;
3. Grand officier (Marangal na Pinuno) ;
4. Commandeur (Komandante) ;
5. Officier (Pinuno) ;
6. Légionnaire (Lehiyonaryo).

## Récipiendaires célèbres

### Commandeur en chef
- President of the United States Franklin D. Roosevelt,
- Empereur Akihito du Japon
- Général Douglas MacArthur
- Fidel Valdez Ramos
- Jaime Cardinal Sin
- Président Sergio Osmeña

### Grand-croix
Le grade de grand-croix n'a été établi qu'en 2003.

### Grand officier
Le grade de grand officier n'a été établi qu'en 2003.

### Commandeur
- Carlos Peña Rómulo
- Jorge B. Vargas, 1960
- Juan Ponce Enrile, 1974
- Fidel Valdez Ramos
- Renato de Villa
- Louis de La Rochefoucauld, 2006

### Officier
A compléter

### Légionnaire
A compléter